# Émile Maillard
Émile Marie Honoré Maillard, né le 2 juin 1846 à Amiens et mort le 23 juillet 1926 au Havre, est un peintre français.
Élève de l'Académie Julian en 1886, il est principalement connu pour ses marines représentant les côtes de Normandie, de Picardie et du Boulonnais. Il a été nommé peintre officiel de la Marine en mai 1891 et officier d'Académie en février 1899.

## Biographie
Émile Maillard est issu d’une famille bourgeoise établie à Amiens depuis plusieurs générations. Ses parents, Alexandre Eugène Maillard (1806-1893) et Victoire Clarisse Hordé (1808-1881) tirent leur prospérité de l’entreprise de fabrication et de négoce de tissus créée au début du XIXe siècle par les ancêtres maternels d’Émile et administrée par son père au 15, rue des Clairons à Amiens. Deux des quatre enfants du couple Maillard-Hordé étant morts en bas âge, Émile vivra une adolescence d’enfant unique, sa sœur aînée Clara étant déjà âgée de 15 ans lorsqu’il naît le 2 juin 1846, à l’adresse de l’entreprise familiale, résidence de ses parents.
Pendant la guerre franco-allemande qui éclate en juillet 1870 et se terminera par la défaite française entraînant la chute du Second Empire et l’occupation de la ville d’Amiens par les prussiens en décembre 1870, Émile, âgé de 24 ans, sert comme capitaine à la Garde nationale mobile de la Somme. Il sera nommé en décembre 1875 au grade de lieutenant au 12e régiment territorial d’infanterie, grade dont il démissionne en mars 1880. Malgré cette démission, Alexandre Millerand, ministre de la Guerre, lui attribue, le 10 octobre 1912, la médaille commémorative de la guerre 1870-1871 instituée par la loi du 9 novembre 1911.
Dans les premières années de la Troisième République (1871-1900), la ville d’Amiens se développe et connaît une renaissance culturelle favorisant les arts, renouveau auquel Émile Maillard apporte sa contribution dans le domaine des arts graphiques. Il devient membre de la Société des amis des arts du département de la Somme et le restera jusqu'en 1913. En juillet 1879, il participe à l’exposition annuelle de peinture et de dessin qu’organise cette société et obtient une mention honorable.
Le décès de sa mère, survenu en mars 1881 affecte beaucoup l’artiste. Son père l’encourage alors à s’éloigner du domicile familial pour peindre les sujets de bord de mer qu’il affectionne, dans la baie de Somme, sur la Côte picarde et la Côte d'Opale, à Étaples où il fait partie de l'école des peintres, à Dunkerque. Lors de ses voyages, il est assisté par Marie Frion (1855-1934), jeune employée de l’entreprise familiale qu’il épouse à Amiens le 11 novembre 1891. Trois fils naîtront de cette union : Marcel (1889-1945), Maurice (1892-1971) et Pierre (1893-1915).
En 1884, Émile Maillard devient sociétaire de la Société des artistes français et expose désormais régulièrement ses œuvres à Amiens, puis à Paris. En juillet 1885, il obtient une médaille d’argent à l’exposition d’Amiens avec trois œuvres exposées : Marée descendante, Entrée de ferme et Cour de ferme. En 1886, il est admis comme élève à l'Académie Julian sur la recommandation d'Émile Renouf. En février 1888 et 1889 (Exposition universelle), il participe au Salon des artistes français et obtient deux fois la mention honorable, notamment pour le tableau intitulé Les derniers secours conservé à Amiens au musée de Picardie. Jusqu’à la fin du siècle, Émile continue d’exposer et obtient plusieurs récompenses, en particulier une médaille de bronze au Salon parisien de février 1893 et une médaille d’or à Amiens.
Le 16 mai 1891, Émile Maillard est nommé peintre officiel de la Marine, nomination que le ministre de la Marine, Édouard Barbey, lui annonce le 20 mai par l’intermédiaire d'Albert Dauphin, sénateur de la Somme qui a appuyé la candidature de l’artiste de sa recommandation. 

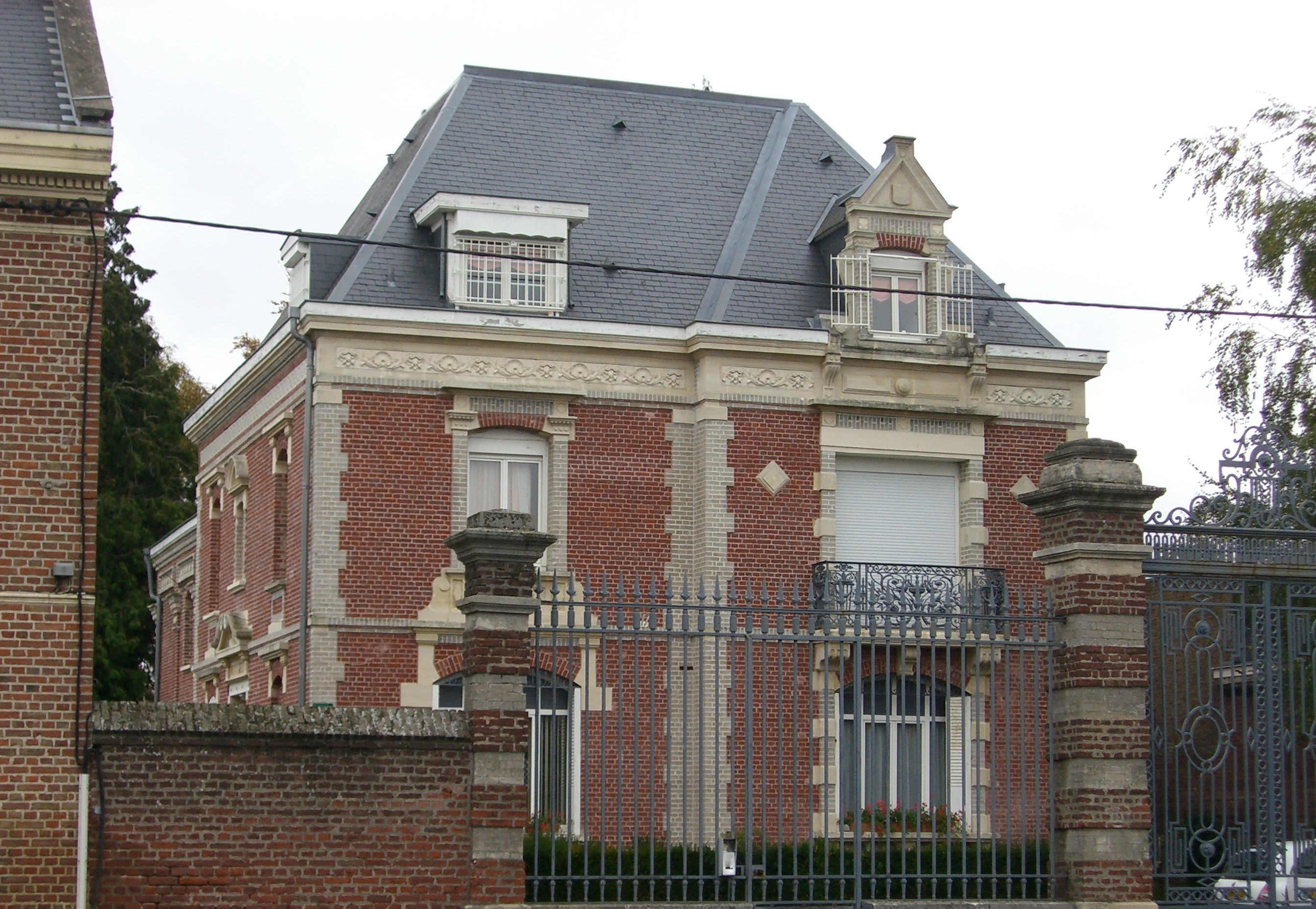
Domicile d'Émile Maillard, quartier de Saint-Acheul, Amiens.

Après le décès de leur père survenu en octobre 1893, Émile et sa sœur Clara vendent l’entreprise familiale de tissus, ce qui procure au peintre la rente financière lui permettant de continuer à se consacrer exclusivement à son art. Il se fait construire une demeure où il installe son atelier dans le quartier de Saint-Acheul à Amiens.
Depuis 1891, la France et la Russie tsariste se sont rapprochés pour faire contre-poids à la Prusse. L’évolution positive des relations diplomatiques entre les deux pays aboutit à l’Alliance franco-russe, accord de coopération militaire ratifié le 4 janvier 1894 par le gouvernement français. Dans ce cadre, une visite officielle des souverains russes en France est organisée pour octobre 1896. En sa qualité de peintre officiel de la Marine, Émile Maillard informe le cabinet du ministre de la Marine de son intention de prendre comme sujet d’un prochain tableau l’arrivée à Cherbourg des yachts impériaux du Tsar, l’Étoile polaire et le Standart escortés par les fleurons de la marine de guerre française. Le 8 septembre 1896, le cabinet du ministre confirme son accord et invite le vice-amiral Henri Rieunier, commandant en chef, préfet du 1er arrondissement maritime, à donner au peintre toutes facilités pour l’accomplissement de son projet. Ayant exécuté son tableau intitulé L’Escadre de la mer du Nord à Cherbourg et représentant cette escadre escortant le yacht impérial à l’arrivée du tsar Nicolas II et de la tsarine Alexandra Fiodorovna de Russie en rade de Cherbourg le 5 octobre 1896, Maillard en fait don au ministre de la Marine pour l'hôtel du ministère. L’hommage est accepté par le cabinet du ministère le 12 juin 1897. Lors de la seconde visite officielle en France des souverains russes, en 1901, Maillard peint deux nouvelles toiles commémorant l’arrivée du yacht impérial russe Le Standart à Dunkerque le 18 septembre 1901, Le Cassini et Le Standart passent la revue de l'escadre à Dunkerque et Le Cassini portant le Président de la République (Le Cassini est le navire à bord duquel le président de la République Émile Loubet a embarqué pour accueillir en mer le tsar Nicolas II).
Le 27 février 1899, Émile Maillard est nommé officier d’Académie par arrêté du ministre de l’Instruction publique et des Beaux-Arts.
Dans les premières années du XXe siècle, la rente financière issue de la vente de l’entreprise familiale s’épuisant, Maillard doit vendre sa demeure du quartier Saint-Acheul à Amiens. Il s’installe avec sa famille au 25, rue Voiture à Amiens, où le couple et leurs trois fils sont recensés en 1906. Les vingt dernières années de sa vie sont marquées par une réduction de ses ressources financières et les bouleversements dramatiques entraînés par la Première Guerre mondiale. La ville d’Amiens est très proche du front et brièvement occupée par les Allemands du 31 août au 11 septembre 1914, ce qui contraint Émile Maillard et son épouse à un exil à Morlaix (Finistère) au début de 1915. Le 14 juillet 1915, Pierre Maillard, le plus jeune des enfants du couple, lieutenant Saint-Cyrien au 2e bataillon du 72e régiment d’infanterie est tué au combat en Argonne lors de l’offensive de Bois-Volante. Il est cité à l’ordre de la 3e armée et reçoit la croix de guerre et la Légion d’honneur. Le 15 mai 1917, Émile Maillard apprend que Marcel, son fils aîné, sous-lieutenant au 272e régiment d’infanterie a été fait prisonnier. Libéré après l’armistice, ce dernier sera décoré de la croix de guerre et honoré de la fourragère.
Pendant son exil à Morlaix, Émile Maillard ne cesse pas de peindre. Il est notamment en relation avec M. Picot, propriétaire de la galerie d’exposition permanente de tableaux de l’École française opérant au 39, rue Damrémont à Paris et à Zurich, galerie à laquelle il vend plusieurs dizaines de toiles. Il accorde à cette galerie une exclusivité pour la vente de ses œuvres en Suisse en échange de l’intermédiation de cette dernière auprès du Bureau de secours de Berne pour la transmission de colis à son fils Marcel prisonnier en Allemagne contre rémunération prélevée sur le produit de la vente de ses tableaux et dans l’espoir d’obtenir le transfert du prisonnier en Suisse. Les commandes de la galerie portent sur des marines, spécialité du peintre, mais aussi des représentations des tranchées qui rencontrent un fort succès commercial. D’autres tableaux de cette période représentent l’intérieur de la maison dite de la duchesse Anne de Bretagne, remarquable par son escalier à vis arrimé à une colonne en chêne d’un seul tenant de 11 m, ornée de sculptures des saints protecteurs.
À la fin de l’année 1920, Maillard et son épouse quittent Morlaix et, malgré leur désir de retourner à Amiens, se résignent à s’installer au Havre ou résident désormais leurs deux fils survivants. C’est dans cette ville que Maillard peint ses dernières toiles et qu’il meurt le 23 juillet 1926, dans son domicile loué au 10, rue du Docteur Lecadre. Il est inhumé dans le caveau de famille du cimetière de La Madeleine à Amiens.
Le 23 juillet 1960, le conseil municipal de la Ville d’Amiens décide de baptiser de son nom la voie reliant la rue de la Folie à la rue Terral.

## Émile Maillard et les peintres de son temps
Émile Maillard est élève de Gustave Boulanger (1824-1888) et de Jules Lefebvre (1834-1912), professeurs qui ont tous les deux enseigné à Paris, à l’École nationale supérieure des beaux-arts et à l’Académie Julian. Il a aussi bénéficié des enseignements d’Ulysse Butin (1838-1883), d’Ernest Ange Duez (1843-1896) et d’Émile Renouf (1845-1894).
Parmi ses élèves, il compte Charles Cottet (1863-1925), peintre naturaliste et orientaliste dont plusieurs œuvres sont conservées dans les collections publiques, ainsi que Gabrielle Morin (1854-1933), artiste peintre attachée à la Normandie et plus particulièrement aux portes septentrionales de la province puisque la région d’Eu, où elle a vécu, lui inspira de nombreux tableaux ayant la mer pour sujet. Ses œuvres sont en partie conservées au musée Louis-Philippe du château d'Eu, lequel a rendu hommage à l’artiste au printemps 2008.
Maillard a aussi lié amitié avec Albert Bance et Jules-Victor Verdier, deux peintres qui sont ses témoins lors de son mariage en 1891.

## Œuvres
- Amiens, musée de Picardie : Les Derniers secours, 1888, huile sur toile, 2 × 3,85 m. Exposé au Salon de 1888, mention honorable. Achat du musée en 1905[12],[13]
- L'École nationale supérieure des beaux-arts de Paris conserve des photographies anonymes de trois de ses tableaux non localisés :
  - À la côte, 1890, 28,2 x 47,2 cm, numéro d’inventaire Ph21067[14] ;
  - Coup de vent en mer, 1892, 29,5 x 49 cm, numéro d’inventaire Ph21154[15] ;
  - Après la tempête, acquise en décembre 1892, 25,4 x 48,5 cm, numéro d’inventaire Ph21155[16].

Œuvres non sourcée attribuées à Émile Maillard, localisations inconnues
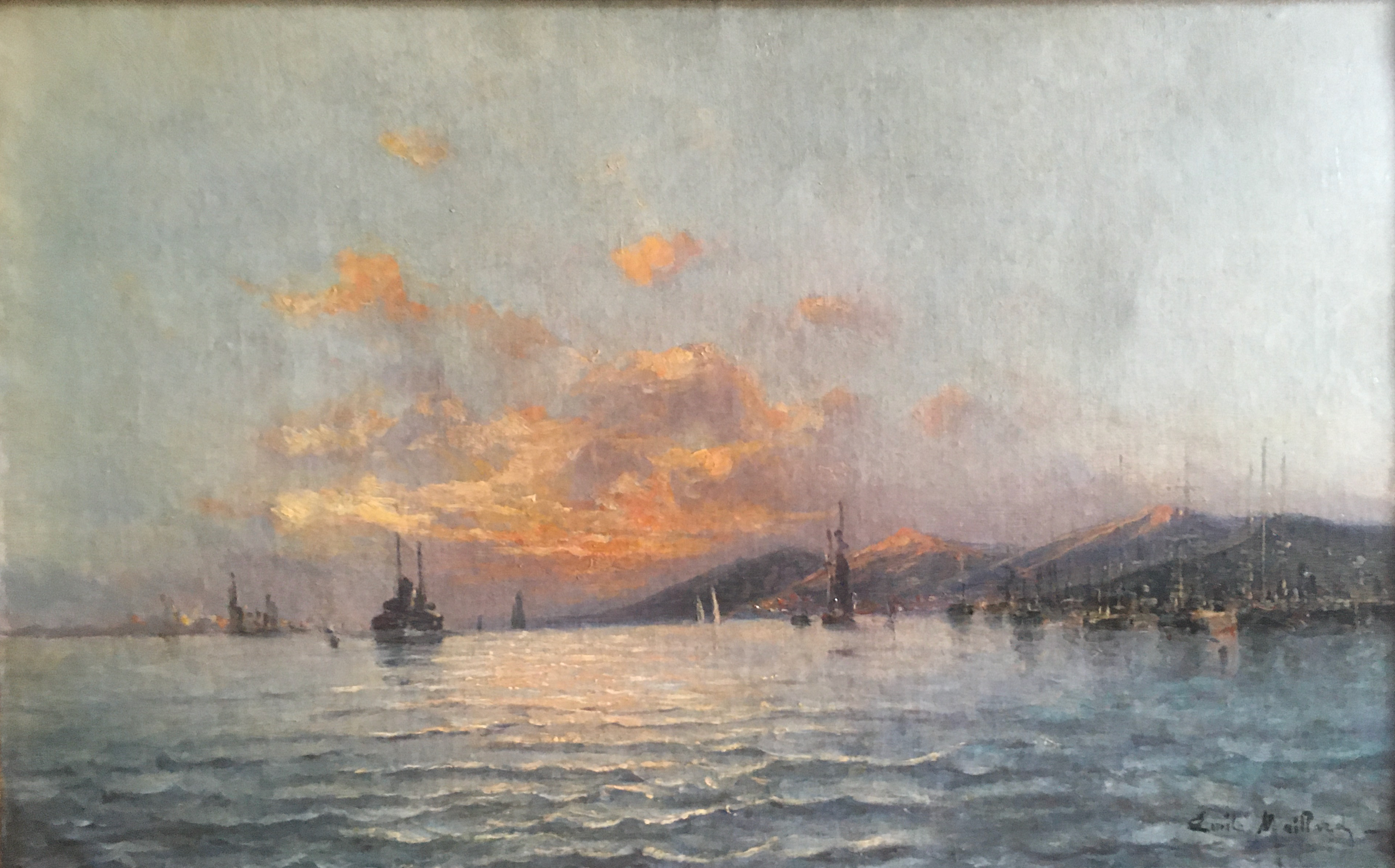
Bateau dans la rade de Toulon
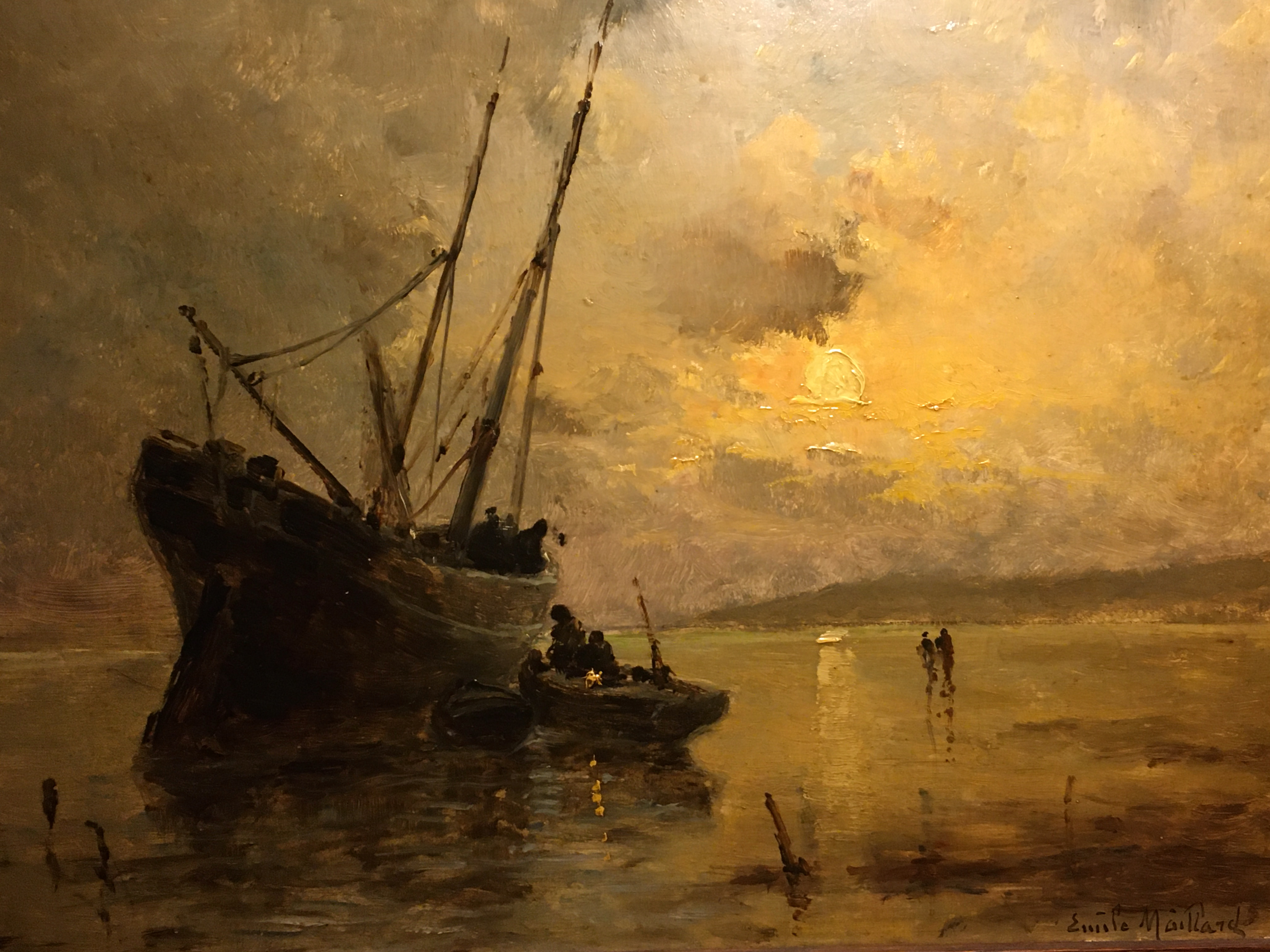
Bateau à marée basse au soleil couchant
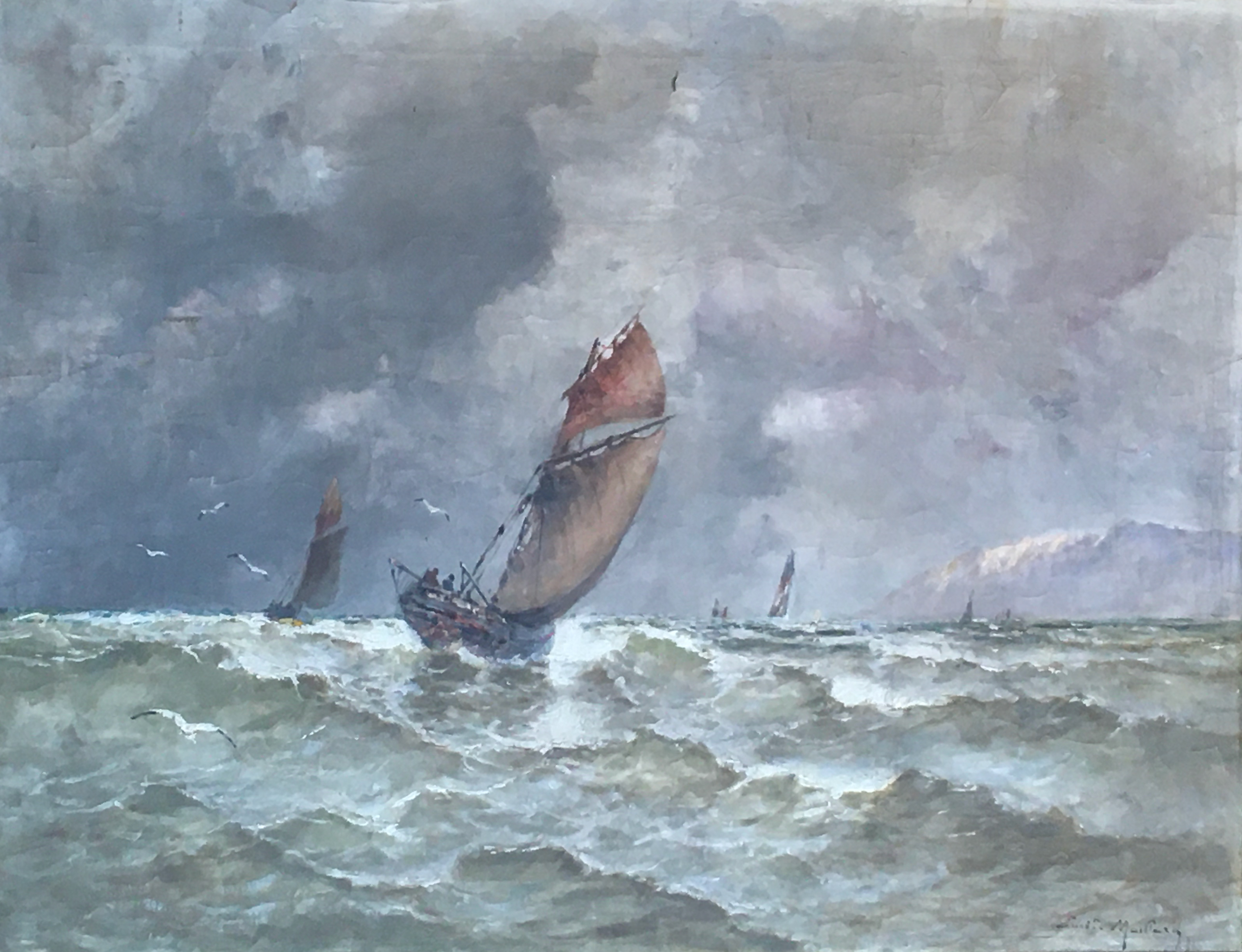
Voilier dans la tempête
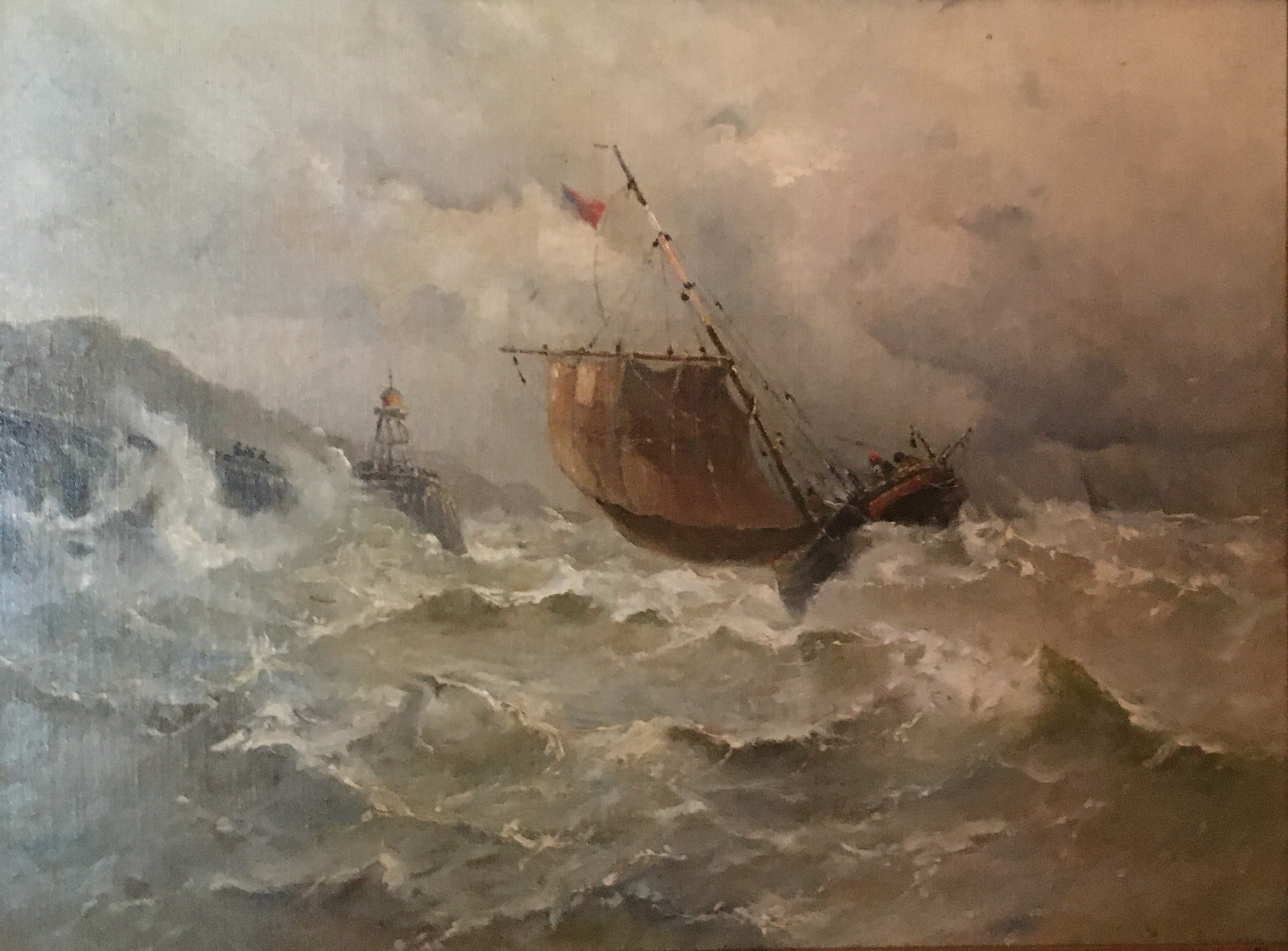
Bateau de pêche se présentant devant un port par grosse mer
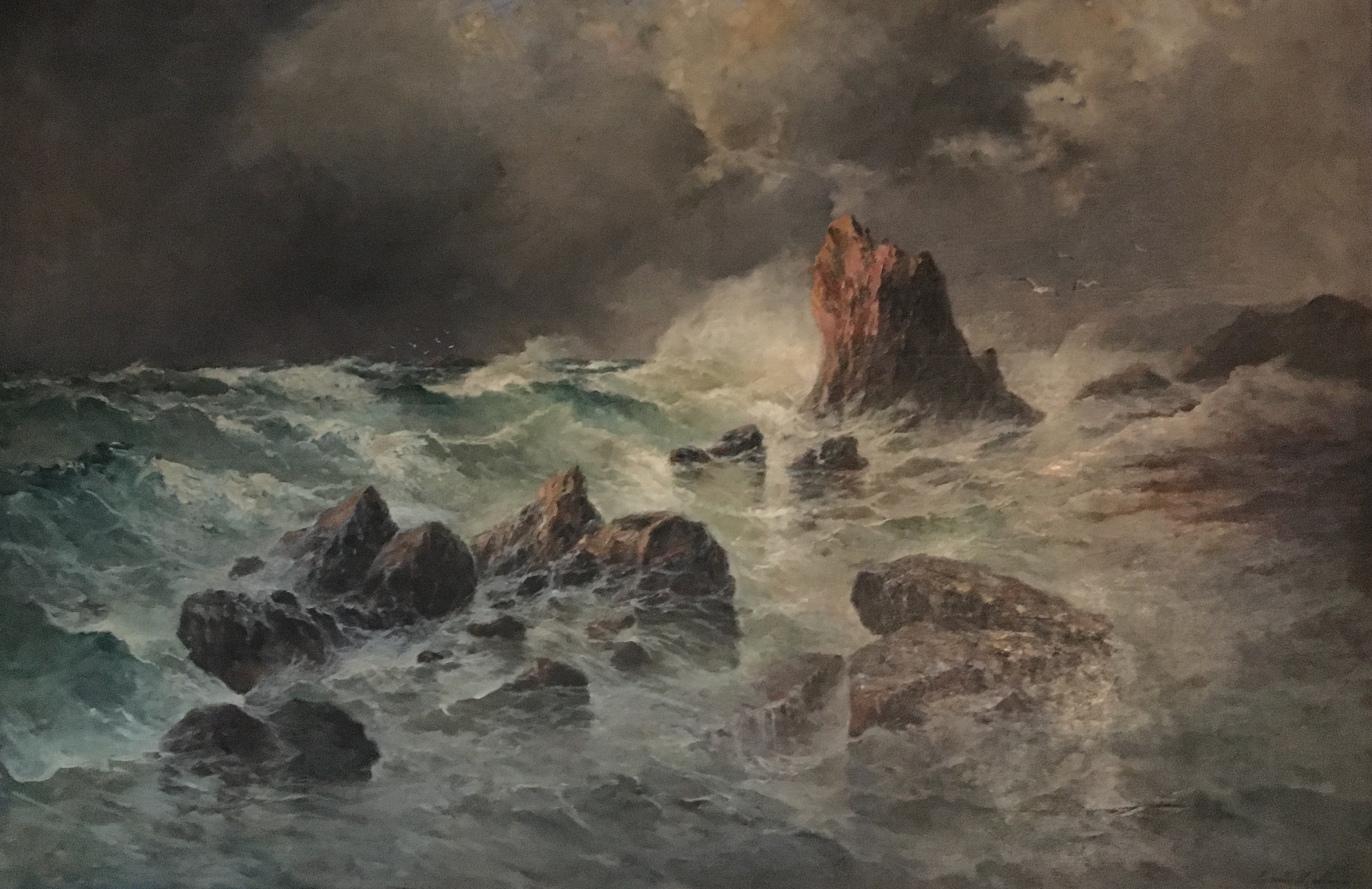
Vagues se brisant sur les rochers
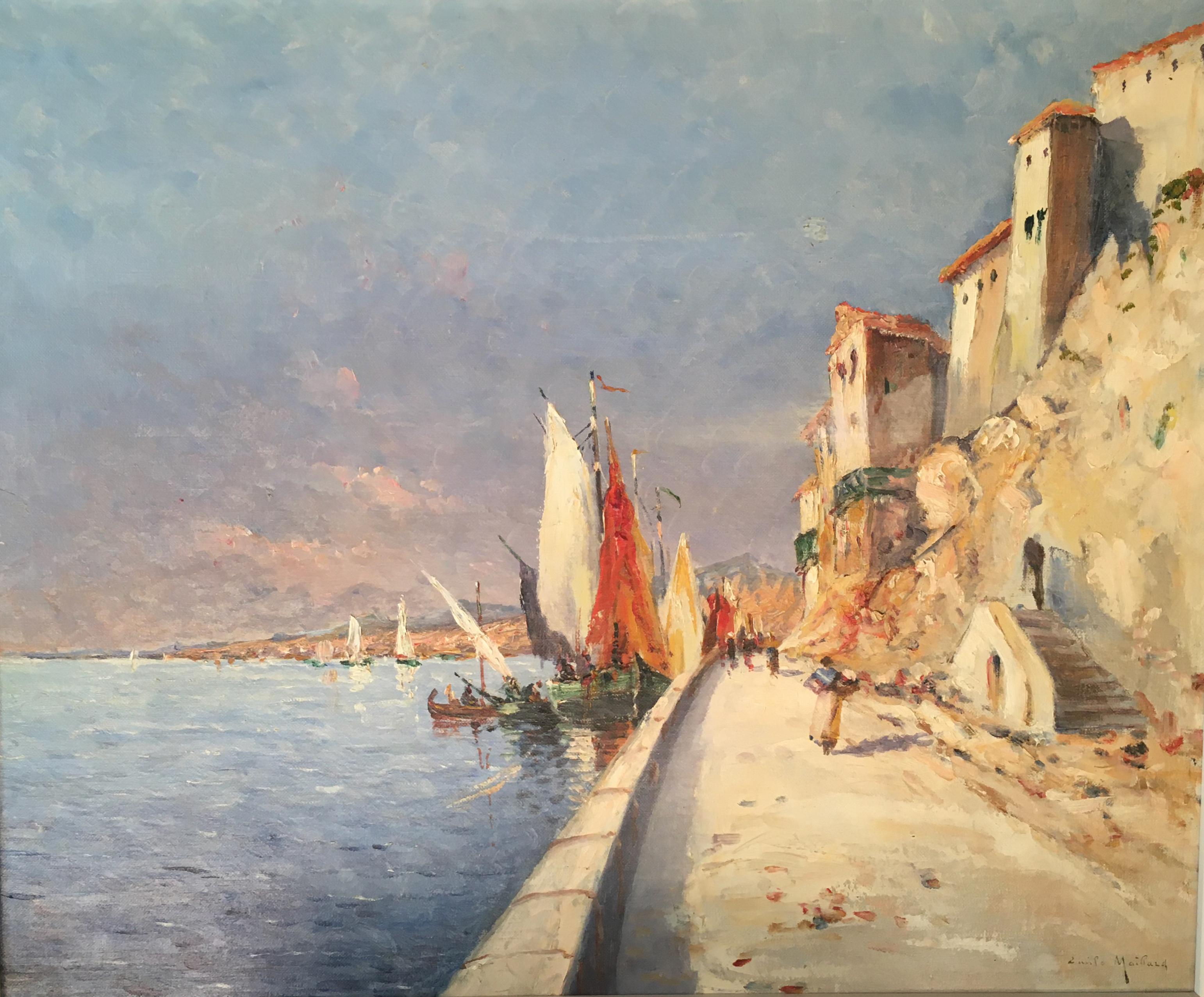
Port de Méditerranée

## Réception critique
Émile Maillard est surtout reconnu pour la qualité de ses marines.
En 1901, Louis de Veyran estime que « Les marines de M. Émile Maillard révèlent un familier de la mer, un observateur des vents et des tempêtes, des ciels noirs, précurseurs d’orage. En 1887, il a exposé Au large, effet de mer bouleversée, avec quelques bateaux de pêcheurs fuyant à l’horizon. Les derniers secours représentent une jetée envahie par les flots, sur laquelle on voit des marins accompagnés de leurs femmes poussant une charrette remplie d’appareils de sauvetage. Tous ces braves gens veulent porter secours à un navire en détresse que l’on aperçoit au loin. La scène est dramatique. Gros temps à Boulogne, À la côte, Pendant la tempête, Vapeur échouant en dehors de la jetée, L’Épave, nous montrent des mers courroucées sous différents aspects que l’artiste a fort bien traitées. »
En 1912, un critique contemporain[Lequel ?] affirmait avoir fait de cet artiste « qui savait traduire la mer avec tant de sincérité et d’émotion », son artiste favori. Selon ce critique « Émile Maillard a le sens du mouvement du vaste élément liquide et l’eau qu’il représente a toujours, ce qui est rare, toute sa fluidité. Son tableau L’épi résume toutes ses qualités autant par l’allure majestueuse des vagues que par la couleur puissante de la jetée qui contraste avec l’aspect toujours un peu transparent de la mer, même lorsqu’elle est démontée ».

## Pour approfondir